# Francesca Gagnon
Francesca Gagnon (6 de agosto de 1957) es una cantante franco-canadiense y actriz de teatro quién ha caracterizado espectáculos como Alegría y Midnight Sun del Cirque du Soleil. Durante su carrera profesional de más de dos décadas, Francesca ha grabado varios discos, además de haber participado con su actuación en las giras del circo por tres continentes cantando en Francés, Italiano, Inglés y Español.

## Biografía
Nacida en Saguenay, Quebec, Canadá, Francesca Gagnon empezó tomando clases de piano y baile a la edad de 10 años. Este interés por las artes continuó y estudió música en la Universidad de Quebec. Su primera actuación musical fue en televisión, también realizó presentaciones en Quebec, Europa y África. En 1986, después de grabar su primer álbum, Francesca recibió una nominación al Juno Award como "La más prometedora vocalista del año".
En 1994, Francesca participó en Alegría, una presentación del Cirque du Soleil, asumiendo el rol como la principal vocalista del tema principal, Alegría, lo que llevó a convertirse en el álbum más vendido del Cirque du Soleil. El disco estuvo nominado para un Grammy y varios Félix Awards en 1995, ganando dos de este último. Alegría estuvo también posicionada en la Tabla Mundial de Música de Billboard por 65 semanas.
Francesca continuó en el tour con Alegría como la 'The White Singer', en español, 'La voz blanca'. En el 2001, Alegría se grabó en un espectáculo en vivo en Sídney, Australia. Durante este período, ella también participó en El Show de la noche y antes Príncipe Carlos en el Royal Albert Hall en Inglaterra. Aunque ella se retiró del circo en el 2002 para continuar como solista, Francesca volvió a cantar Alegría en el 25 aniversario del Festival de Jazz de Montreal en el 2004. Ese concierto fue dirigido por Michel Lemieux y Victor Pilon, fue lanzado en DVD como Cirque du Soleil Midnight Sun.
Desde que retornó a su carrera como solista, Francesca lanzó su nuevo álbum denominado Hybride en el 2005 después de dos años de producción. En el disco, ella canta en un lenguaje de su propia creación, inspirado por los tonos musicales de diferentes lenguajes, razón de ello se debe a que Francesca quiere que el público se transporte a un mundo dónde el lenguaje existe en un ámbito universal sin ninguna clase de raza, país o palabras.

## Discografía[7]
| Año  | Título                      | Notas                         |
| ---- | --------------------------- | ----------------------------- |
| 2010 | Meridiano                   | en conjunto con Inti-Illimani |
| 2005 | Hybride                     | -                             |
| 2004 | Le Best of Cirque Du Soleil | Compilaciones                 |
| 1999 | Au Dela Des Couleurs        | -                             |
| 1994 | Alegría                     | Cirque Du Soleil              |
| 1988 | Francesca                   | -                             |
| 1985 | Magie                       | -                             |

## Filmografía[8]
| Año  | Título                                 | Rol              |
| ---- | -------------------------------------- | ---------------- |
| 2004 | Cirque du Soleil presenta Midnight Sun | The White Singer |
| 2001 | Cirque du Soleil presenta Alegría      | The White Singer |